# Bouilly (Marne)
Bouilly és un municipi francès, situat al departament del Marne i a la regió del Gran Est. L'any 2007 tenia 163 habitants.

## Demografia

### Població
El 2007 la població de fet de Bouilly era de 163 persones. Hi havia 60 famílies, de les quals 8 eren unipersonals (4 homes vivint sols i 4 dones vivint soles), 24 parelles sense fills i 28 parelles amb fills.
La població ha evolucionat segons el següent gràfic:
Habitants censats

### Habitatges
El 2007 hi havia 67 habitatges, 60 eren l'habitatge principal de la família, 2 eren segones residències i 5 estaven desocupats. 66 eren cases i 1 era un apartament. Dels 60 habitatges principals, 54 estaven ocupats pels seus propietaris i 6 estaven llogats i ocupats pels llogaters; 2 tenien tres cambres, 12 en tenien quatre i 47 en tenien cinc o més. 54 habitatges disposaven pel capbaix d'una plaça de pàrquing. A 19 habitatges hi havia un automòbil i a 39 n'hi havia dos o més.

### Piràmide de població
La piràmide de població per edats i sexe el 2009 era:
| Homes | Edats   | Dones |
| ----- | ------- | ----- |
| 0     | 95 o +  | 0     |
| 0     | 90 a 94 | 0     |
| 0     | 85 a 89 | 0     |
| 0     | 80 a 84 | 0     |
| 4     | 75 a 79 | 0     |
| 4     | 70 a 74 | 4     |
| 4     | 65 a 69 | 8     |
| 4     | 60 a 64 | 0     |
| 0     | 55 a 59 | 0     |
| 12    | 50 a 54 | 8     |
| 4     | 45 a 49 | 8     |
| 4     | 40 a 44 | 8     |
| 8     | 35 a 39 | 4     |
| 4     | 30 a 34 | 4     |
| 0     | 25 a 29 | 4     |
| 4     | 20 a 24 | 8     |
| 4     | 15 a 19 | 8     |
| 0     | 10 a 14 | 4     |
| 0     | 5 a 9   | 12    |
| 4     | 0 a 4   | 4     |

## Economia
El 2007 la població en edat de treballar era de 110 persones, 76 eren actives i 34 eren inactives. De les 76 persones actives 73 estaven ocupades (42 homes i 31 dones) i 3 estaven aturades (3 dones i 3 dones). De les 34 persones inactives 13 estaven jubilades, 13 estaven estudiant i 8 estaven classificades com a «altres inactius».

### Ingressos
El 2009 a Bouilly hi havia 67 unitats fiscals que integraven 175 persones, la mediana anual d'ingressos fiscals per persona era de 24.316 €.

### Activitats econòmiques
Dels 2 establiments que hi havia el 2007, 1 era d'una empresa immobiliària i 1 d'una empresa de serveis.
L'any 2000 a Bouilly hi havia 15 explotacions agrícoles que ocupaven un total de 130 hectàrees.

## Poblacions més properes
El següent diagrama mostra les poblacions més properes.